# Juan Manuel Ballesteros
Juan Manuel Ballesteros y Santamaría (Villaseca (Segovia), España, 27 de mayo de 1794-Segovia, 10 de diciembre de 1869) fue un médico, director y primer profesor del Colegio de Sordomudos de Madrid.

## Biografía
Juan Manuel Ballesteros y Santamaría, hijo del profesor de cirugía Antonio Ballesteros y de Genoveva Santa María, nació en Villaseca, pueblo del partido de Sepúlveda y en la diócesis de Segovia. Estudió las primeras letras y humanidades en las villas de Cuéllar y de Berlanga de Duero. Llegó en 1813 a Madrid para seguir la carrera de cirugía médica, matriculándose en el antiguo colegio de San Carlos en 20 de septiembre del mismo año, y superando las materias de filosofía, botánica y agricultura, con notable calificación. El 28 de mayo de 1821 se graduó de bachiller en cirugía médica y el 15 de julio de 1826 recibió el grado de licenciado en medicina, comenzando a ejercer como médico segundo del colegio de sordomudos, primer médico para la asistencia domiciliaria del barrio del Carmen calzado, durante la epidemia de cólera morbo. 
El 5 de agosto de 1834, fue nombrado médico honorario del infante Francisco de Paula Antonio. Entre sus cometidos estaban encargos tan dispares como la selección de amas de cría santanderinas para la infanta Luisa Carlota, o el análisis y vigilancia de la conducción de las aguas que había de usar la misma infanta durante su estancia en Puertollano. 
Las academias de medicina y cirugía de Castilla la Vieja, Sevilla, Valencia, Cádiz y Barcelona admitieron en el número de sus socios corresponsales a Ballesteros. El 17 de febrero del 1843 fue nombrado socio de número del Instituto médico de emulación y encargado después de la tesorería del mismo. Fue también nombrado socio fundador de la Real Academia de Ciencias Naturales de Madrid el 20 de febrero de 1834, donde se encargó de la sección de ciencias antropológicas. Publicó unos opúsculos sobre el lúpulo y las virtudes de la fabricación de la cerveza y unas instrucciones sobre el cólera morbo traducidas del francés.
Fue cesado en 1868. Se le concedió la jubilación siete meses después. Murió en Segovia el 10 de diciembre de 1869.

## Trabajo con sordomudos y ciegos
Ballesteros empezó a asistir al colegio de sordomudos de Madrid con ánimo de adquirir algunas nociones de la enseñanza, pero su aplicación le llevaría a ser nombrado profesor del mismo colegio el 9 de diciembre de 1821. La obra periódica titulada Minerva de la juventud española, recomendada por el gobierno a los establecimientos de enseñanza, empezó a dar a conocer las ideas de Ballesteros sobre educación en general y en particular en la especial de sordomudos. El 5 de julio de 1835 se le encargó por la junta directiva del colegio de sordomudos que extendiese las bases para el reglamento y nueva organización que se había de dar al colegio así como el plan de enseñanza de los alumnos, y pocos días después fue nombrado subdirector y jefe de enseñanza del colegio (17 de julio). 
Fue miembro de la Sociedad económica matritense y de la de Valencia, así como del Ateneo, de la Colonia de Metroy y a otras corporaciones científicas y literarias. El 11 de enero de 1839 se le nombró caballero de la real orden americana de Isabel la Católica y posteriormente, su nombramiento de jefe del colegio fue confirmado por real orden y todos sus servicios, considerados como hechos al estado. 
Fue comisionado en 1841 para pasar a Francia y Bélgica, para visitar los establecimientos de sordomudos y ciegos, y a su regreso puso en marcha la escuela de ciegos, el 20 de febrero de 1842, a expensas del estado y bajo la protección de la Sociedad económica. 

## Obra
Estableció también una imprenta para los ciegos, en la que con la fundición que trajo del extranjero, imprimió una Cartilla y un Catecismo en relieve: dar la extensión posible a la enseñanza de mudos y ciegos fue siempre el principal objeto de Ballesteros. Publicó el Manual de sordomudos, el Curso de instrucción de sordo-mudos y el Curso de instrucción de ciegos, auxiliado en ambas obras por el primer profesor del colegio de sordomudos y ciegos, Fernandez Villabrille, encargado de la parte práctica de ambas obras.